# Карповка (Лиманский район)
Ка́рповка (укр. Карпівка) — село в Краматорском районе Донецкой области Украины, входит в Редкодубовский сельский совет. 

## История
С мая по сентябрь 2022 года село находилось под контролем ВС РФ. 23 сентября Карповка деоккупирована ВСУ.

## Адрес местного совета
84420, Донецкая область, Лиманский р-н, с. Редкодуб, ул. Центральная, 108, тел.: 33-7-47